# Alf Klingenberg
Alfred "Alf" Klingenberg (Trondheim, Noruega, 8 de setembre de 1867 - Østre Gausdal, Noruega, 20 d'abril de 1944), va ser un pianista i compositor noruec destacat, que va ser el primer director de l'Eastman School of Music (1921–1923). El va succeir el compositor Howard Hanson el 1924.
El 1913, Klingenberg i el director d'orquestra Hermann Dossenbach van fundar l'Escola de Música Dossenbach-Klingenberg, que van establir en un edifici molt proper al campus de la Universitat de Rochester i en el mateix carrer on hi havia una important biblioteca de música. L'edifici original va ampliar-se amb un auditori que van fer construir a la part del darrere. L'any 1914 Oscar Gareissen va afegir-se al projecte i el nom de l'escola va passar a ser Institut DKG d'Art Musical (DKG Institute of Musical Art, amb les inicials dels seus tres propietaris). El 1918 van vendre l'escola a l'empresari i inventor George Eastman per 28.000 dòlars i l'any següent el nou propietari la va vendre a la Universitat de Rochester pel preu simbòlic d'un dòlar. Després es va construir un nou edifici i es va canviar el nom a l'escola, que va passar a dir-se Eastman School of Music, i Klingenberg en va ser el primer director, des de 1921 a 1923. Klingenberg era amic de Jean Sibelius, i va assegurar al compositor un lloc a la facultat durant la seva direcció.
Alf Klingenberg va ser cosí germà de l'alcalde de Trondheim, Odd Sverressøn Klingenberg, i nebot de l'enginyer Johannes Benedictus Klingenberg.